# Mala Visión
La Mala Visión es una antigua leyenda del Paraguay que reflexionan sobre el peligro de no controlar los celos y de las consecuencias que pueden existir cuando se llega a los extremos. Según la tradición guaraní, la mala visión es un espíritu de la noche que mora de día en las profundidades de la selva.

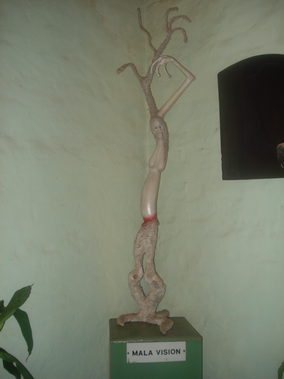
Mala visión (estatua)

Es considerada un espíritu vigilante de la tranquilidad y el mundo puro de la selva y también protege a la noche ahuyentando a los que molestan las potestades de las tinieblas.
Es también presentado como una doncella de 1 metro de altura, tez morena y expresiones puras.

## Historia
Según una versión de la leyenda, Mala Visión fue una bellísima mujer la cual enloquecio por los celos, que cierta noche asesinó a su marido y arrojó su cadáver a una caverna cubriéndolo de ardientes brasas hasta quemar totalmente su cuerpo por creer que mantenía relaciones con otras mujeres.
En la séptima noche luego del acontecimiento, entre relámpagos, arrojando chispas, el cadáver del marido se presentó ante la mujer que cayó muerta de espanto. Desde ese día el alma en pena de la mujer transita por cañadas y montes en noches tormentosas lanzando un grito lastimero y espeluznante. Mala Visión se presenta como el espíritu de una hermosa mujer con cuerpo de árbol y muchas ramas en donde su pecho se ven almas, lo cual aterroriza a quien sea.
Es una de las leyendas paraguayas más conocidas y temidas

## Descripción

### Poderes
Mala Visión posee habilidades características, provenientes del seno de la oscuridad, una de las cuales es dar gritos finos, retumbantes e intermitentes que se propagan a través de la noche, a modo de un eco prolongado, para atemorizar a los mortales que osan molestar en malas horas a los espíritus de las tinieblas.
Si algún trasnochador y osado mortal respondiera a la voz espantosa de Mala Visión con otro grito, ésta de inmediato, no corre, sino se dirige hacia su contestador; si el transeúnte vuelve a contestar por segunda vez su grito, ella se le aproxima gritando, y si el viajero repite por tercera vez el mismo grito contestador, el espíritu de la noche se acerca en zigzag, devora el cráneo de la víctima con sus dientes y succiona su cerebro, del cual se alimenta.

### Castigo
Mala Visión castiga a los hombres infieles, les arranca la lengua, les corta las manos y dedos o los pies, y la peor parte es que los castra